# Olympische Sommerspiele 1900/Rugby
Die in der französischen Hauptstadt Paris im Rahmen der Weltausstellung (Exposition Universelle et Internationale de Paris) ausgetragenen Internationalen Wettbewerbe für Leibesübungen und Sport (Concours Internationaux d’Exercices Physiques et de Sports) umfassten auch zwei Rugby-Spiele. Das Internationale Olympische Komitee (IOC) ordnete diese Spiele dem Programm der Olympischen Sommerspiele 1900 (Spiele der II. Olympiade) zu. Rugby, das bis 1863 eine gemeinsame Geschichte mit dem Fußball hatte, besaß damit in der frühen Geschichte der Olympischen Spiele eine Gleichstellung zum Fußball.

## Mannschaften
Die Leitung der Weltausstellung hatte drei Spiele zwischen der französischen Auswahl sowie je einer Vereinsmannschaft aus Deutschland und dem Vereinigten Königreich vorgesehen, die jeweils gegeneinander antreten sollten. Es handelte sich in den Überlegungen der Veranstalter aber nicht um ein Turnier, sondern um drei gleichrangige Spiele mit eigenen Siegern und Preisen. Zu dem für den 21. Oktober angesetzten Spiel gegen Deutschland konnten die Briten nicht rechtzeitig anreisen, sodass es nur zu zwei Partien kam.

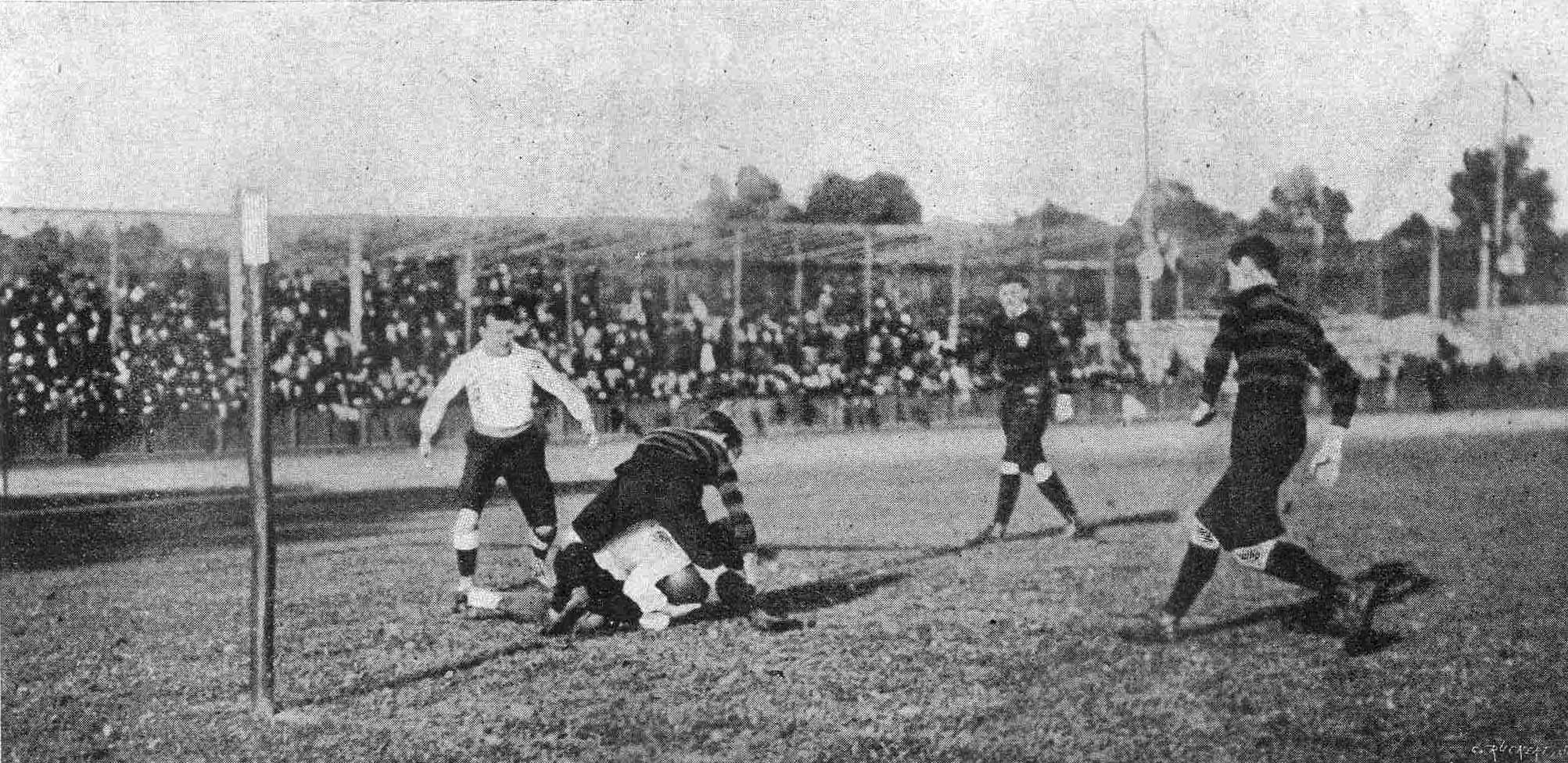
Szene aus dem Spiel des deutschen (gestreiftes Trikot) gegen das französische (weißes Trikot) Team

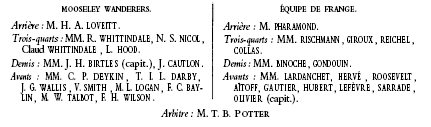
Spielaufstellung Moseley Wanderers (falsch als Mooseley Wanderers bezeichnet) gegen Frankreich

Mannschaftswettbewerbe waren zu jener Zeit allgemein als Wettkämpfe zwischen Vereins- oder Verbandsmannschaften ausgeschrieben. Diese vertraten in der Regel bei internationalen Wettbewerben das jeweilige Land, in dem der Verein oder Verband ansässig war. Das deutsche Team bestand hauptsächlich aus dem in Frankfurt am Main beheimateten Verein Fußballclub Frankfurt (später SC Frankfurt 1880). Die Mannschaft wurde aber zusätzlich durch Hugo Betting vom FV Stuttgart 93 verstärkt sowie durch August Schmierer. Letzterer hatte den Fußballclub Frankfurt im Jahr 1897 verlassen und war inzwischen zum Vorstand des Cannstatter Fußball-Clubs gewählt worden. Aus Großbritannien reiste unter dem Namen Moseley Wanderers eine Auswahl von Spielern des Moseley RFC und anderen Mannschaften aus den Midlands an. Die Mannschaft des französischen Verbandes Union des sociétés françaises de sports athlétiques (USFSA) war tatsächlich ein Team, das dem heutigen Begriff einer Nationalmannschaft ähnelt. Es handelte sich um ein Auswahlteam mit Spielern der besten französischen Rugbyvereine.

## Spiele
Das Spiel der Franzosen gegen die deutsche Mannschaft fand am 14. Oktober statt, jenes gegen die Briten am 28. Oktober. Spielort beider Partien war das Vélodrome municipal auf dem Gelände der Weltausstellung in Vincennes. Gespielt wurde die am weitesten verbreitete Variante Rugby Union, bei der eine Mannschaft aus 15 Spielern bestand.
Das Spiel Frankreich gegen Deutschland war nach Ansicht aller Beteiligten, sogar der französischen Zuschauer und der Presse, wegen unverständlicher Entscheidungen des Schiedsrichters, ein Skandal. Die Überlegenheit der deutschen Mannschaft drückte sich in der Führung zur Halbzeit aus. Je länger das Spiel dauerte, desto unbegreiflicher pfiff der französische Unparteiische, Monsieur Potter. Der Vorschlag der Deutschen vor dem Spiel, einen englischen Schiedsrichter zu benennen, war zurückgewiesen worden. So bleibt der Verdacht der Parteinahme unausgeräumt. 3500 Zuschauer verfolgten die Partie.
Das zweite Spiel wurde vom selben Schiedsrichter geleitet, auf dem nun der Schatten des ersten Spiels lastete. Jedoch war dieses Spiel frei von jeglicher Parteinahme; zu überlegen war die französische Mannschaft und es gab ein klares Ergebnis. Die Briten waren jedoch erst in der Nacht vor dem Spiel nach Frankreich gereist – einige Spieler waren noch am Vortag bei einem Heimspiel eingesetzt worden und somit vollkommen erschöpft. Mit 6000 Zuschauern war das Spiel Frankreich–England das meistbesuchte Sportereignis der gesamten olympischen Spiele 1900.
| 14. Oktober | U.S.F.S.A. | - | Fußballclub Frankfurt | 27:17 (5:14) |
| 28. Oktober | U.S.F.S.A. | - | Moseley Wanderers     | 27:8 (?:?)   |

## Männer

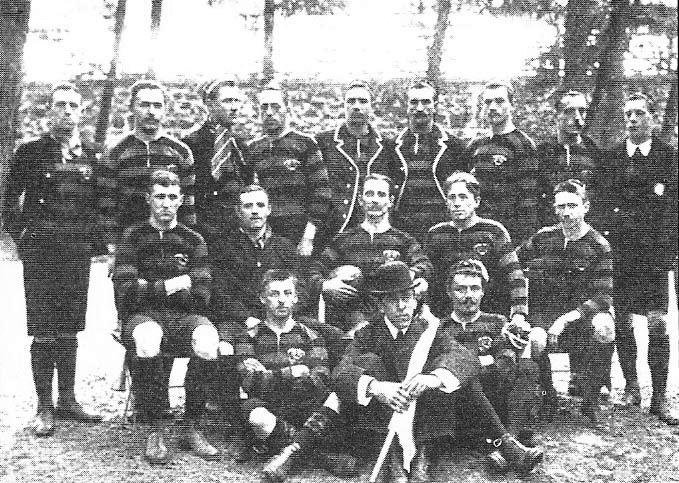
Das deutsche Team aus Frankfurt
v. l. n. r. oben: Beiler (Ersatz), Poppe, R. Ludwig, Hofmeister, Latscha, Müller, Wenderoth, Stockhausen, Kreuzer
mitte: E. Ludwig, Reitz, Amrhein, Landvoigt, Herrmann
unten: Betting, unbekannt, Schmierer

Trotz des fehlenden Charakters eines Turnieres hat das IOC nachträglich eine Endplatzierung festgelegt und eine Zuteilung der Medaillenränge vorgenommen, die sich, wie dargestellt, auch im Medaillenspiegel niederschlägt. Durch das nicht zustandegekommene Spiel zwischen den Briten und Deutschland wurde beiden Mannschaften der zweite Platz zugewiesen. Die Franzosen Collas, Gondouin, Henriquez und Sarrade stellten zwei Drittel der französischen Mannschaft, die am Wettbewerb im Tauziehen teilnahm.
| Platz | Land | Spieler |
| ----- | ---- | --- |
| 1     | FRA  | U.S.F.S.A. Vladimir Aïtoff, A. Albert, Léon Binoche, Jean Collas, Jean-Guy Gautier, Auguste Giroux, Charles Gondouin, Constantin Henriquez, Jean Hervé, Victor Lardanchet, Hubert Lefèbvre, Joseph Olivier, Alexandre Pharamond, Frantz Reichel, André Rischmann, André Roosevelt, Émile Sarrade |
| 2     | GER  | Fußballclub Frankfurt Albert Amrhein, Hugo Betting 1, Jacob Hermann, Willy Hofmeister, Hermann Kreuzer, Arnold Landvoigt, Hans Latscha, Erich Ludwig, Richard Ludwig, Fritz Müller, Eduard Poppe, Heinrich Reitz, August Schmierer 2, Adolf Stockhausen, Georg Wenderoth                         |
| 2     | GBR  | Moseley Wanderers Frank Bayliss, Henry Birtles, James Cantion, Arthur Darby, Clement Deykin, L. Hood, M. L. Logan, Herbert Loveitt, Herbert Nicol, Valentine Smith, M. W. Talbott, Joseph Wallis, Claud Whittindale, Raymond Whittindale, Frank Wilson                                           |